# Lucinda Whitty
Lucinda Whitty (Sydney, 9 de novembro de 1989) é uma velejadora australiana, medalhista olímpica. 

## Carreira
Lucinda Whitty é medalhista olímpica nos jogos de Londres 2012, com a medalha de prata na classe Elliott 6m.